# 惡水超級馬拉松
惡水超級馬拉松（英語：Badwater Ultramarathon），在美國加利福尼亞州舉辦的超級馬拉松，全長135英里（217），起點是死亡谷的惡水盆地，位處海平面以下282英尺（86），終點為海拔8,360英尺（2,550）的惠特尼波托爾。由於比賽在盛夏（7月中旬）舉行，地表溫度可達130 °F（54 °C），被形容為世上最艱辛的賽跑，參賽者中大約會有20至40%不能完成賽事。男子組最快的成績為21小時33分01秒，由日本人石川佳彦於2019年所創下。女子組的記錄保持者為波蘭人帕特里夏·別列茲諾斯卡，成績為24小時13分24秒。

## 外部連結
- Badwater 146 info （页面存档备份，存于）

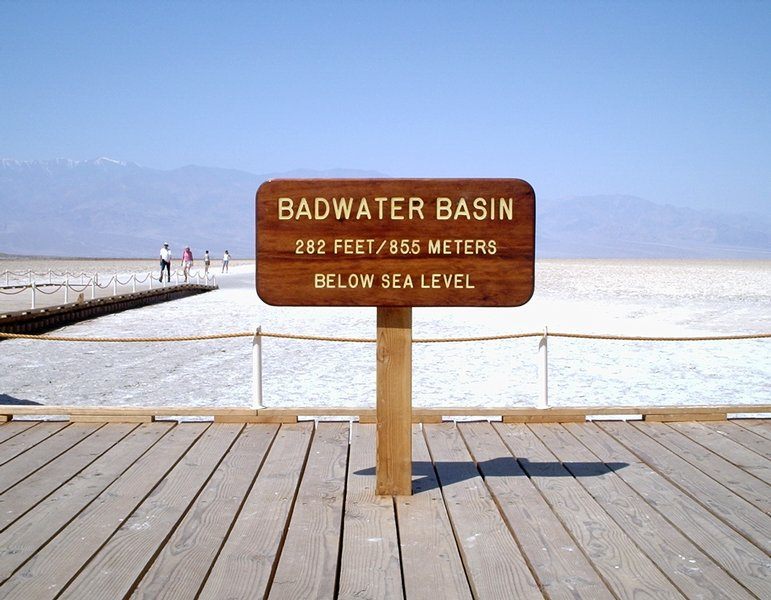
惡水盆地的標誌

- AdventureCORPS Badwater Ultramarathon （页面存档备份，存于）
- Furnace Creek 508 （页面存档备份，存于）

36°13′48.52″N 116°46′02.99″W / 36.2301444°N 116.7674972°W